# هانا تي. كينغ
هانا تي. كينغ (بالإنجليزية: Hannah T. King)‏ (16 مارس 1808، سوستون في المملكة المتحدة - 25 سبتمبر 1886، سولت ليك في الولايات المتحدة)؛ كاتِبة وشاعرة أمريكية.